# Wallfahrtskirche Dormitz

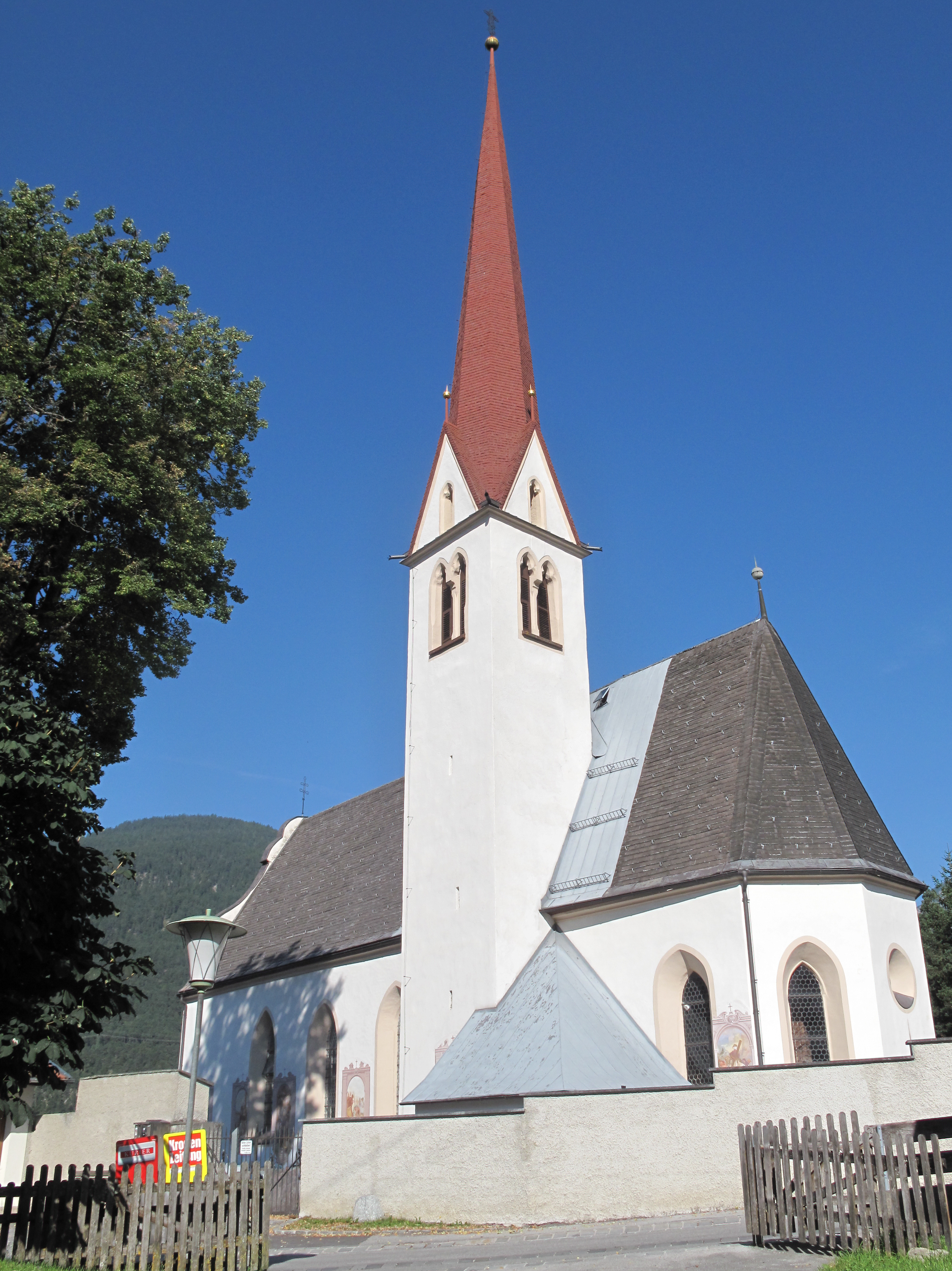
Wallfahrtskirche hl. Nikolaus von Osten

Die römisch-katholische Wallfahrtskirche Dormitz ist eine zu Ehren des heiligen Nikolaus geweihte Filial- und Wallfahrtskirche im Dorf Dormitz in der Pfarre und Gemeinde Nassereith in Tirol. Die barockisierte, im Kern gotische Kirche steht unter Denkmalschutz (Listeneintrag). Verehrt wird aber seit Jahrhunderten die Mutter Gottes bzw. unsere Liebe Frau von Dormitz.

## Geschichte
Dormitz wurde 1150 erstmals urkundlich erwähnt, vermutlich wurde um diese Zeit auch eine erste romanische Kirche erbaut, worauf auch das im 12. Jahrhundert verbreitete Nikolauspatrozinium hinweist. Ein Bau aus dem 13./14. Jahrhundert wurde in der zweiten Hälfte des 15. Jahrhunderts durch den heutigen spätgotischen Bau ersetzt, der Meister Jakob von Tarrenz oder Jörg Parlierer zugeschrieben wird. Dieser Bau wurde von 1726 bis 1746 barockisiert und um ein Joch nach Westen verlängert.
Die Kirche in Dormitz diente der Bevölkerung von Nassereith seit Jahrhunderten als Friedhofskirche. Ab dem 15. Jahrhundert wurde die Figur einer Maria mit Kind zum Ziel einer Wallfahrt. Insbesondere in der Barockzeit gelobten ganze Ortschaften des Außerfern jährliche Wallfahrten nach Dormitz. Unter Joseph II. war die Wallfahrt aufgehoben. Die Wallfahrt nach Dormitz erfreut sich nach wie vor großer Beliebtheit. Jeden ersten Sonntag im Monat, findet ab späten Nachmittag bzw. Abend ein Wallfahrtsgottesdienst statt. Im Jahr 2025, welches in der Kirche als Heiliges Jahr begangen wird ist Dormitz eine sogenannte Pilgerkirche der Hoffnung.

## Beschreibung

### Äußeres
An das vierjochige Langhaus mit steilem Satteldach und Spitzbogenfenstern schließt im Osten ein polygonal schließender Chor an. Der Turm ist an der Südseite zum Teil in den Baukörper des Chorabschlusses eingestellt. Er weist einen Spitzhelm, gekoppelte gotische Schallfenster und kleine gotische Fenster in den Giebeln auf. An der Ostseite schließt sich die gotische Sakristei an.
Die Eingangsfassade im Westen mit geschweiften Giebel stammt aus der Barockzeit, als die Kirche um ein Joch verlängert wurde. In die Fassade wurde das spätgotische Spitzbogenportal wieder eingebaut. In der Figurennische über dem Portal stand ursprünglich eine barocke Madonnenstatue, heute ist hier eine Statue des Kirchenpatrons Nikolaus aufgestellt. Das große runde Mosaik Maria mit Kind im Giebel wurde 1902 von Josef Pfefferle geschaffen. Zu beiden Seiten des Eingangs sind insgesamt fünf barocke Priestergrabsteine eingemauert. Ungewöhnlich ist der nicht wie üblich im Inneren, sondern an den Außenwänden angebrachte barocke Kreuzweg mit 14 Stationen, der in der Mitte des 18. Jahrhunderts von Josef Jais gemalt wurde.

### Inneres

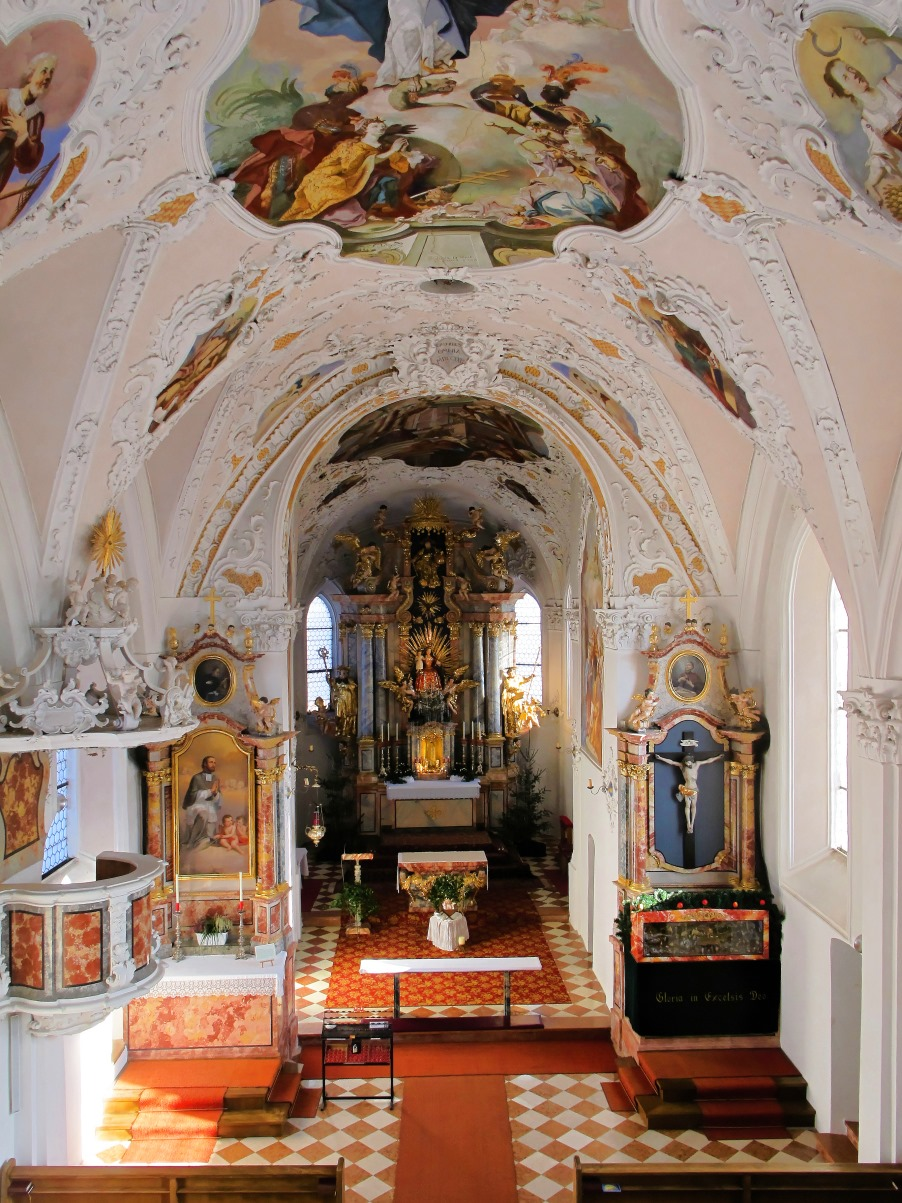
Innenansicht, Blick zum Chor

Das einschiffige, vierjochige Langhaus wird durch einen hohen, gerundeten Triumphbogen vom Chor getrennt. Langhaus und Chor weisen ein gotisches Stichkappengewölbe auf, das bei der Barockisierung mit Bandlwerkstuck und Fresken versehen wurde. Die gotischen Wandpfeiler wurden durch Pilaster mit Stuckkapitellen verkleidet. Der Stuck setzt sich auf der ebenfalls freskierten Emporenbrüstung und den Umrahmungen der Apostelleuchter fort und bezieht auch die Kanzel mit ein.
Die Fresken schuf Josef Jais im Jahr 1746. Das Deckenfresko im Chor zeigt den hl. Nikolaus als Fürbitter vor Maria. In kleinen Medaillons über dem Hochaltar sind die hll. Petrus und Paulus dargestellt. Das Deckenfresko im Kirchenschiff zeigt Maria Immaculata, die der Schlange den Kopf zertritt. Darunter sind die Personifikationen der vier Erdteile Amerika, Europa, Afrika und Asien dargestellt. In den seitlichen Medaillons in den Stichkappen sind Engel sowie die hll. Johannes der Täufer und Johannes Evangelist, Isidor und Notburga sowie Franz Xaver und Josef abgebildet.
Das Fresko über der Orgel zeigt die Errettung des Kindes durch den hl. Nikolaus. An der Emporenbrüstung sind die hll. Florian, Agnes und Sebastian dargestellt. Die beiden Wandbilder seitlich im Chor zeigen links die Verkündigung an Maria und rechts ihre Vermählung mit dem hl Josef.
Der barocke Hochaltar mit mehrsäuligem Aufbau birgt im Zentrum das Gnadenbild, eine spätgotische Muttergottes mit Kind aus dem 15. Jahrhundert, die von einem Strahlenkranz und Engeln umgeben ist. Flankiert wird der Altar von Statuen der hll. Nikolaus (links) und Jakobus (rechts). Im baldachinartigen Altarauszug thront Gottvater über der Heilig-Geist-Taube. Alle Schnitzwerke sowie die Kreuzigungsgruppe in der Tabernakelnische sind frühe Arbeiten von Josef Georg Witwer. Die Seitenaltäre haben Bilder von Josef Arnold dem Älteren aus der Zeit um 1860, sie zeigen links den hl. Johannes Nepomuk als Kleriker im Gebet und rechts die hl. Katharina. Die Oberbilder zeigen links den hl. Stanislaus Kostka und rechts den hl. Franz Xaver.
An der linken Chorwand befindet sich ein barockes Bild der Kreuzabnahme und Beweinung Christi des Imster Malers Jakob Heel aus dem Jahr 1621. Die Kanzel aus der Zeit um 1750 ist am Schalldeckel mit Putten und einem Strahlenkranz mit dem Auge Gottes geschmückt. Seit einiger Zeit findet man auf der rechten Seite einige Votivtafeln, welche aus Dankbarkeit an Maria spendiert worden sind.

## Glocken
Drei Glocken wurden 1949 von der Firma Grassmayr in Innsbruck gegossen: Die Marienglocke (Ton G, 650 kg) zeigt ein Marienbild, die Patronatsglocke (Ton B, 380 kg) den hl Nikolaus, die Totenglocke (Ton D, 180 kg) den hl. Josef. Eine vierte Glocke stammt aus den frühen 1960er Jahren.